# 圣路易斯足球俱乐部
聖路易斯足球俱樂部（San Luis Fútbol Club），墨西哥中部圣路易斯波托西州圣路易斯波托西市的一个足球俱乐部。球會已於2013年正式解散。